# Pine (Arizona)
Pine is een plaats (census-designated place) in de Amerikaanse staat Arizona, en valt bestuurlijk gezien onder Gila County. Sinds 1884 is er in Pine een postkantoor.

## Demografie
Bij de volkstelling in 2000 werd het aantal inwoners vastgesteld op 1931, waardoor het aantal inwoners per vierkante meter 23 bedraagt.

## Geografie
Volgens het United States Census Bureau beslaat de plaats een oppervlakte van
82,3 km², geheel bestaande uit land. Pine ligt op ongeveer 1795 m boven zeeniveau.

## Plaatsen in de nabije omgeving
De onderstaande figuur toont nabijgelegen plaatsen in een straal van 48 km rond Pine.